# Mart Ojavee
Mart Ojavee (né le 9 novembre 1981 à Tallinn) est un coureur cycliste estonien. Professionnel de 2004 à 2013, il a remporté le Grand Prix de Tallinn-Tartu en 2008.

## Palmarès

### Par années
- 2007
  - 1re et 4e étapes du FBD Insurance Rás
  - 7e étape du Tour de Bulgarie
  - 3e de la Scandinavian Open Road Race
- 2008
  - 1rea étape des Cinq anneaux de Moscou
  - Grand Prix de Tallinn-Tartu
  - 4e étape de Way to Pekin
- 2009
  - Grand Prix de Donetsk
  - 3e du championnat d'Estonie sur route
- 2011
  -  Champion d'Estonie sur route
  -  Champion d'Estonie du critérium
  - Saaremaa Velotour :
    - Classement général
    - 1re étape (contre-la-montre par équipes)

  - 3e du championnat d'Estonie du contre-la-montre
- 2012
  - Saaremaa Velotour :
    - Classement général
    - 1re étape (contre-la-montre par équipes)

### Classements mondiaux
| Année           | 2006 | 2007 | 2008 | 2009 | 2010 | 2011 | 2012 | 2013 |
| --------------- | ---- | ---- | ---- | ---- | ---- | ---- | ---- | ---- |
| UCI Africa Tour |      |      |      | 83e  |      |      |      |      |
| UCI Asia Tour   |      |      | 167e |      |      | 188e | 274e | 347e |
| UCI Europe Tour | 514e | 245e | 137e | 315e | 728e | 373e | 725e |      |